# Diane chasseresse (Houdon)
Pour les articles homonymes, voir Diane chasseresse.
Diane chasseresse est une sculpture en marbre et bronze réalisée entre 1776 (plâtre) et 1790 (bronze) par Jean-Antoine Houdon. Des versions s'en trouvent notamment à la Frick Collection de New York, au musée du Louvre, au musée Gulbenkian de Lisbonne, et à la Huntington Art Gallery de San Marino.

## Contexte de la réalisation
L’œuvre de Houdon fut réalisée en plusieurs étapes. D'abord la réalisation du modèle qui date de 1776, celle du plâtre en 1777 et de la terre-cuite (Frick Collection). De nombreuses versions différentes du plâtre seront produites avant la réalisation d'un marbre en 1780, d'une version en plomb en 1781 puis de trois bronzes, dont celui du Louvre (1790) et celui de la Huntington Art Gallery (1782).
Il s'agit initialement d'une commande du duc de Saxe-Gotha. L’œuvre (en marbre) est finalement achetée par Catherine II de Russie. Elle est vendue par le gouvernement soviétique au début des années 1930 en même temps que d'autres œuvres d'art, dont La Naissance de Vénus de Poussin (achetée par Joseph E. Widener) ou le Banquet de Cléopâtre de Tiepolo (achetée par le musée de Melbourne). C'est le collectionneur Calouste Gulbenkian qui acquiert le marbre pour en faire le chef-d'œuvre de sa collection d'art français 18e siècle. La version en terre-cuite a été achetée par la Frick Collection en 1939.
Le bronze du musée du Louvre fut quant à lui réalisé par l'artiste sans commande préalable. Il fut acheté par le Louvre après la mort du sculpteur.
L'œuvre a été abondamment commentée car présentée régulièrement au Salon durant les années de sa réalisation.

## Description
|                                             |  |                                                   |
| Diane chasseresse, Allegrain, 1778, Louvre. |  | Mercure volant, Giambologna, XVIe siècle, Louvre. |

L'attitude générale de la déesse Diane descend du modèle de 1776. Les critiques lors de sa présentation au Salon portent alors sur l'iconographie. Houdon a en effet pris ici le parti de dénuder une Diane chasseresse, quand seule la Diane au bain est conventionnellement dénudée. Certains l'ont quand même défendu dans ce choix, entre autres le critique et journaliste Melchior Grimm. Houdon justifia quant à lui son choix du fait que pour lui, la nudité des dieux, qui ont un corps parfait, n'est pas impudique contrairement à celle des Hommes.
Cette transformation du thème par Houdon lui permet de se distinguer de Louis-Claude Vassé qui en réalise également une Diane chasseresse en 1769 et de Christophe-Gabriel Allegrain qui en réalise une en 1778 (marbre, musée du Louvre).
Stylistiquement, Houdon se place ici à un carrefour d'influences. La nudité, la passivité, la régularité des traits correspond à un certain classicisme. Mais l'allongement du corps, l'attitude tournoyante et le fait qu'il n'y ait qu'un point de contact pour le pied avec le socle marque l'inspiration maniériste qui caractérise cette statue. On pourrait alors citer à titre de source d'inspiration le Mercure volant de Giambologna (XVIe siècle, Louvre). 

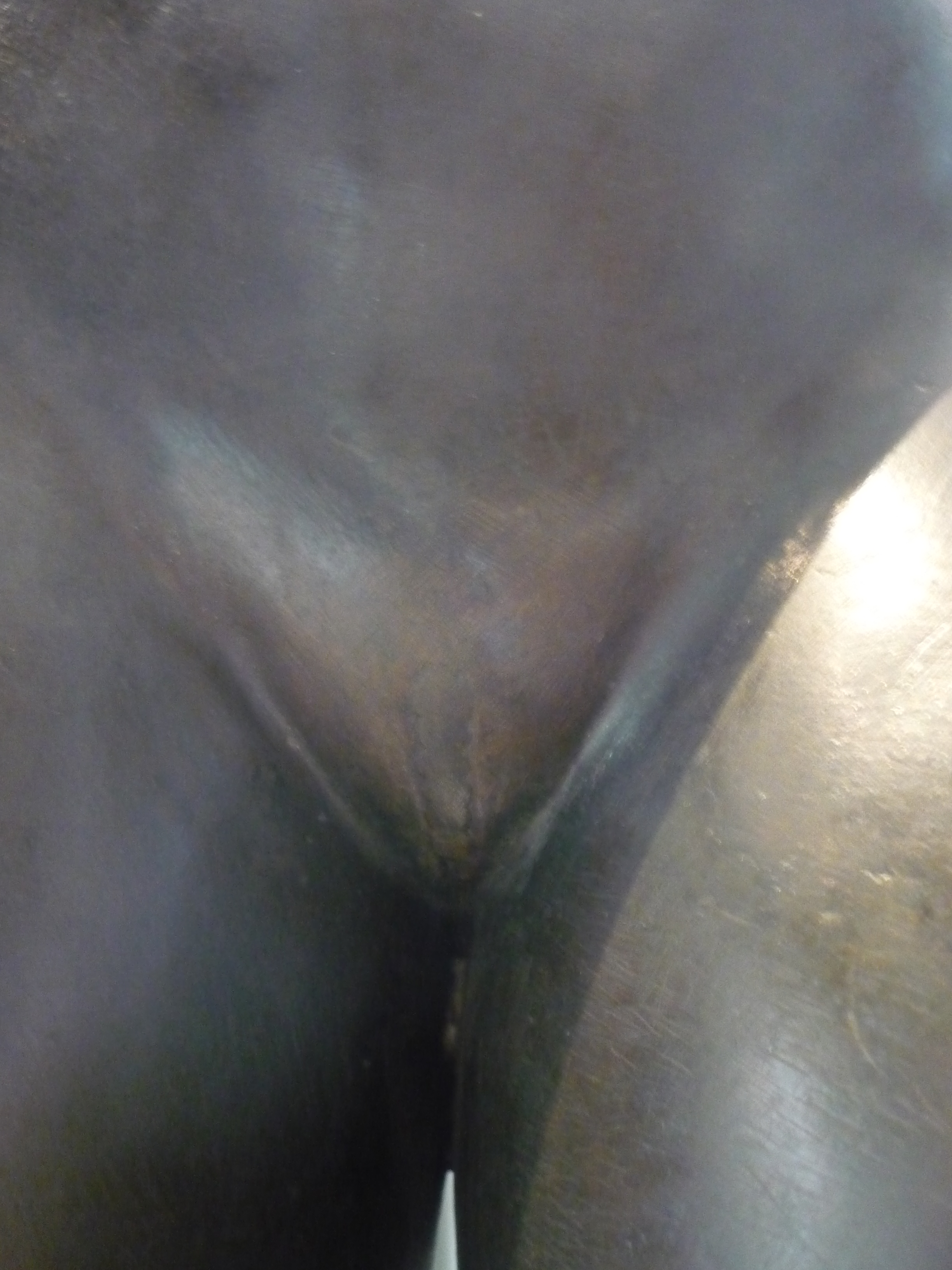
Marque du comblement du sexe de la déesse.

Les trois versions en bronze présentent la composition comme l'imaginait l'artiste à l'origine. La version en marbre (musée Calouste-Gulbenkian) diffère quant à elle par l'impossibilité technique de faire reposer le corps de la déesse sur son seul pied.
L'œuvre fut rapprochée du courant néoclassique dans la fidélité du visage à l'Antiquité. Le côté pur, impassible, intimidant est classique. L'aspect très épuré, simple de l'ensemble relève également du classicisme. Tout comme la pureté linéaire des contours. La sérénité de l'ensemble et sa sincérité marquent toujours ce retour à l'Antique. 

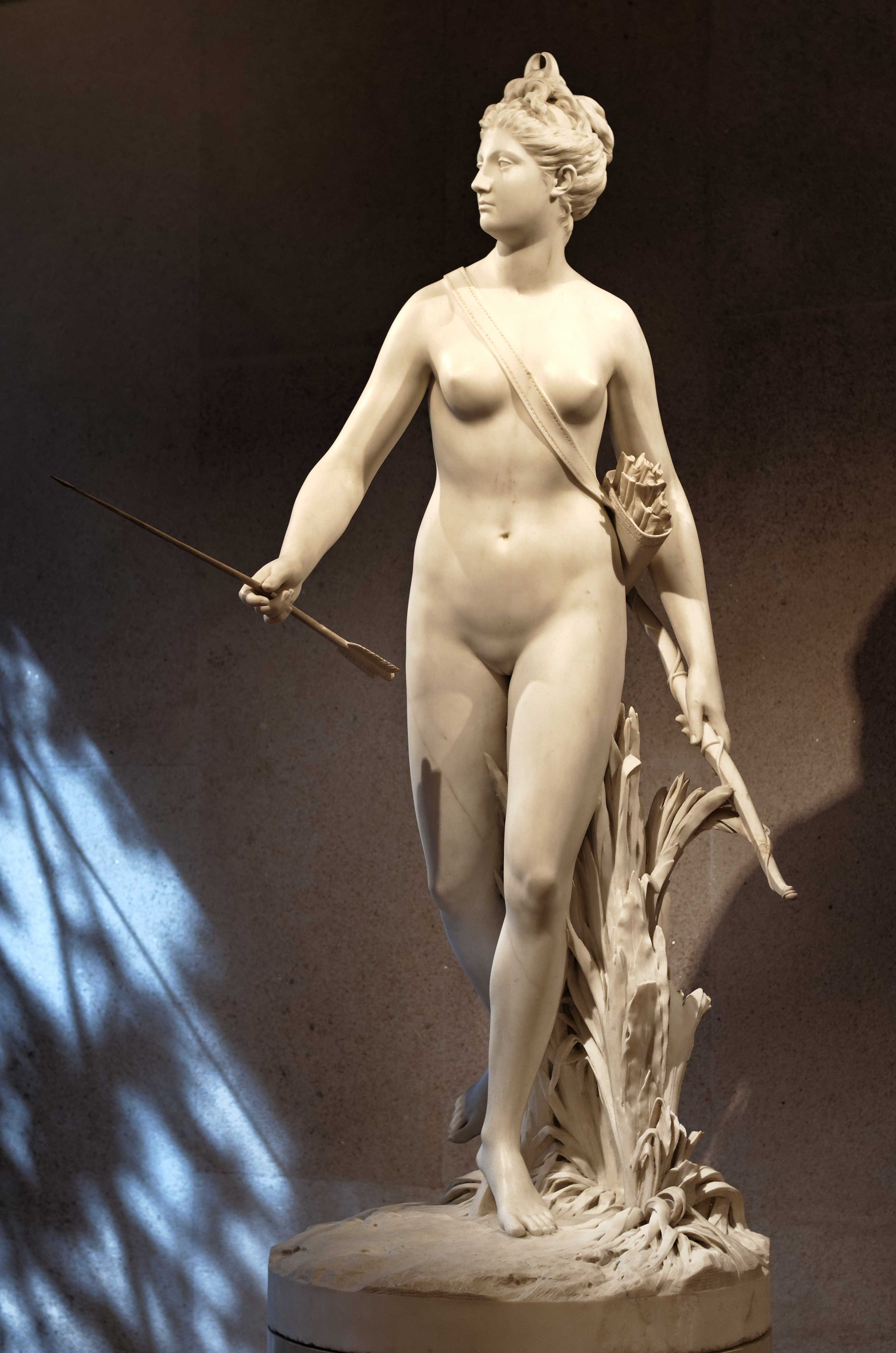
Version en marbre de Jean-Antoine Houdon, 1780, musée Calouste-Gulbenkian, Lisbonne.

Houdon réalisa lui-même les fontes, chose assez peu commune et qui ne fut pas toujours une réussite. Enfin, on voyait à l'origine le sexe de Diane. Sur la version du Louvre, il a été comblé et martelé lors de l'entrée de l’œuvre dans les collections du musée, en 1829.